# Banco Carregosa
O Banco L. J. Carregosa, S.A., mais conhecido como Banco Carregosa é uma instituição de crédito com sede no Porto e fundado em 1833 por Lourenço Joaquim Carregosa e hoje é dirigida por Maria Cândida Rocha e Silva.
É reconhecido como o banco privado mais antigo em atividade na Península Ibérica. Em 2008 foi concebida uma licença bancária e passou a operar como instituição de crédito dirigida ao segmento de banca privada e gestão patrimonial.
O banco distingue‑se por adotar um modelo de wealth management independente, assente num serviço altamente personalizado prestado através de relação direta com o cliente e gestores de conta. Foi pioneiro em Portugal ao lançar, em 2000, uma plataforma de corretagem online em parceria com o Saxo Bank e em 2007 lançou a marca GoBulling, o primeiro ecossistema de negociação com comissão zero nos mercados.
Em 2025, o Banco Carregosa foi distinguido com o prémio Best Pure Play/Boutique Private Bank Portugal nos Euromoney Private Banking Awards, refletindo o seu compromisso com a excelência, inovação e foco no cliente. Com quase 200 anos de atividade, a instituição é caracterizada por uma cultura corporativa fundamentada na estabilidade, transparência e sustentabilidade.  

## História
O Banco Carregosa teve início em 1833, em plena Guerra Civil Portuguesa e pouco depois das Invasões Napoleónicas. Fundado num dos períodos mais turbulentos da História de Portugal, o banco destacou-se como pioneiro de uma nova geração de instituições financeiras, que hoje reconhecemos como banca privada.
Desde então, o banco atravessou alguns dos momentos mais desafiantes da História nacional, mantendo sempre como prioridade a criação de estabilidade e confiança para os seus clientes. Passados quase dois séculos de atividade, permanecem fiéis a uma estratégia orientada pela continuidade, estabilidade e sustentabilidade, com o objetivo de assegurar benefícios duradouros às gerações atuais e futuras dos seus clientes.

## Prémios e distinções
Best Bank for Private Wealth Management Iberia 2024;
Best Pure Play/Boutique Private Bank Portugal 2025, pela EUROMONEY;
Best Financial Brand Portugal 2024;
Best Financial Brand Portugal 2023;
Decade of Excellence Private Banking Portugal 2023 - Prémio Internacional;
Melhor Corretora de Serviço ao Cliente nos Rankia Awards 2024;
Best Trading Platform, Best Forex Broker e Best App for Stock Trading 2022;
Melhor Corretora/Banco de Ações; ETFs; CFDs; Futuros e Opções e Fundos de Investimento 2022;
Melhor Corretora de Serviço aos Clientes 2022;
1º lugar Ranking Global de Performance Digital 2021;
Best Forex Broker 2021;
Best Prime of Prime Provider 2021 e Best Retail FX Platform 2021;

## Áreas de Negócio[carecede fontes?]
- O Banco Carregosa atua como instituição de crédito especializada na gestão de patrimónios, oferecendo um conjunto alargado de produtos, serviços e soluções de aconselhamento financeiro personalizado. A sua atividade foca-se na banca privada, disponibilizando instrumentos de investimento, soluções de planeamento financeiro e consultoria independente a clientes individuais e institucionais.
- A marca GoBulling[14], lançada pelo Banco Carregosa, constitui uma plataforma tecnológica inovadora orientada para a negociação online de instrumentos financeiros. Destina-se a investidores que procuram autonomia na gestão das suas carteiras, oferecendo acesso direto a múltiplos mercados financeiros com comissões competitivas, incluindo soluções de trading com zero comissões nos mercados.
- O Carregosa NextGen[15] lançado em maio de 2025 é um segmento pioneiro do Banco Carregosa concebido especialmente para investidores com até 30 anos de idade, oferecendo uma proposta de valor inovadora e digital desde o primeiro momento.[16]